# 利氏汉法词典
利氏汉法辞典（法語：Grand dictionnaire Ricci de la langue chinoise）是规模最大的汉法词典，收汉字13500个，词组30万个。

## 词典计划的诞生
1949年，中国大陆政权转移，许多外籍神职人员离开传教区，南下澳门。在河北传教的法籍神父杜隐之（André Deltour）和匈牙利神父马骏声（Eugène Zsamar）经友人引介在茶馆中见面，决意共同编辑一部汉语词典。马骏声早有编辑词典的愿望，南迁时携带了两百多部词典，杜隐之在传教期间也收集了大量的中国百科史料。

## 编辑团队的发展
词典计划传开后得到了耶稣会士的热情响应，很多神父陆续加入。一年间，词典计划扩充到法文、匈牙利文、英文、西班牙文与拉丁文五种语言。1952年，词典团队移往台中。五组团队，二十多位神父围绕一张大圆形桌，从两百多部汉语词典中剪下条目，按照音序编排成卡片，三年间达200万张之多。
词典计划非常庞大，从甲骨文、金文到小篆，从经典文献到俚语、歇后语，神父们不得不延请各行业的专家前来解说词义,包括票友、道士、针灸师。由于计划的复杂程度超出预期和经费上的原因，编辑工作推进得十分艰难，进入60年代后仅有甘易逢（Yves Reguin）和贺之缄（Tom Carrel）神父所领导的汉法词典小组尚在工作，其他编辑小组已经解散。

## 利氏学社成立
1964年，贺之缄神父在香港考古时意外丧生，其友人雷焕章（Jean Lefeuvre）接任了他的工作。1966年台北利氏学社（纪念中西交流的先驱利玛窦）成立，巴黎利氏学社、国际利氏学社分别于1972年、1989年成立，推进了计划的进程。1980年代末，词典的编辑工作引入了电子计算机，巴黎利氏学社集中一批汉学家为计算机处理过的词典素材做校对工作.

## 《利氏汉法词典》出版
2002年，《利氏汉法词典》在巴黎出版，包含13500个汉字，30万个词组，涵盖200个学科，是全世界唯一收录汉字古典用法、书写方式和现代用法的辞典。2010年5月11日是利玛窦逝世400周年纪念日，《利氏汉法辞典》电子版于上海首发。商务印书馆计划与法国利氏辞典推展协会合作，以《利氏汉法词典》为母本，出版一部中型的中法词典，多本专科词典也在筹备之中。

## 扩展阅读
- 台北利氏学社（页面存档备份，存于）
- 中华读书报：“利氏汉法辞典之溯源”展览在涵芬楼举办
- 文汇报：《利氏汉法词典》电子版在沪首发
- 利氏词典推广协会 （页面存档备份，存于）